# Liste des officiers actuels des districts chypriotes
 (août 2023).
Cette page dresse la liste des officiers des 6 districts de la république de Chypre.

## Officiers
| District   | Nom                     | Depuis (le) |
| ---------- | ----------------------- | ----------- |
| Famagouste | George Antoniades       | 2008/2010   |
| Kyrenia    | Andreas Ashiotis        | ...         |
| Larnaca    | Charalambos Eliades     | ...         |
| Limassol   | Iannakis Mallourides    | ...         |
| Nicosie    | Argyris Papanastasiou   | ...         |
| Paphos     | Andreas Christodoulides | 2001        |

## Lien(s) externe(s)
- Ministère chypriote de l’intérieur
- Bureaux d’administration des districts